# Niki (Sängerin)

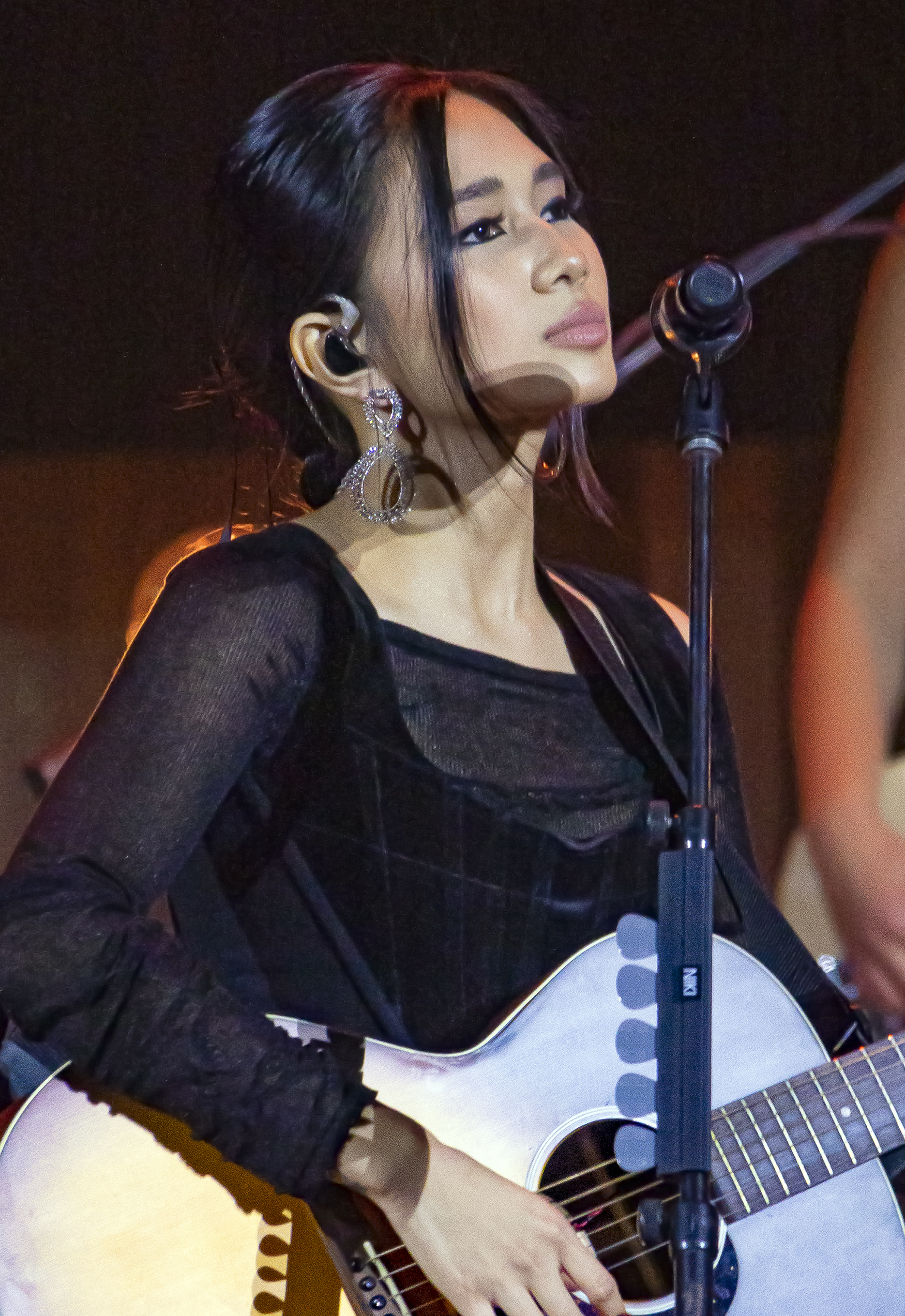
Niki (2022)

Nicole Zefanya (* 24. Januar 1999 in Jakarta), als Niki bekannt, ist eine indonesische Sängerin und Songwriterin.

## Biografie
Sie lebt derzeit in den USA und hat einen Vertrag mit dem Plattenlabel 88rising. 2020 veröffentlichte sie ihr erstes vollständiges Studioalbum Moonchild. Es folgten Nicole (2022) und Buzz (2024). Ihre erste Konzerttournee als Headlinerin, Nicole World Tour (2022–2023), führte sie durch über 40 Städte in Nordamerika, Asien, Australien und Europa.
Mit 15 gewann Niki einen Wettbewerb, bei dem sie im Vorprogramm von Taylor Swifts Red Tour in Jakarta auftreten durfte. Als Teenager betrieb Niki einen YouTube-Kanal, auf dem sie eigene und Coversongs hochlud, auf der Akustikgitarre spielte und in ihrem Schlafzimmer filmte.

## Diskografie
- Moonchild (2020)
- Nicole (2022)
- Buzz (2024)

### Singles
- 2021: Every Summertime (US: Gold (Digital)[3])